# 椋本の大ムク

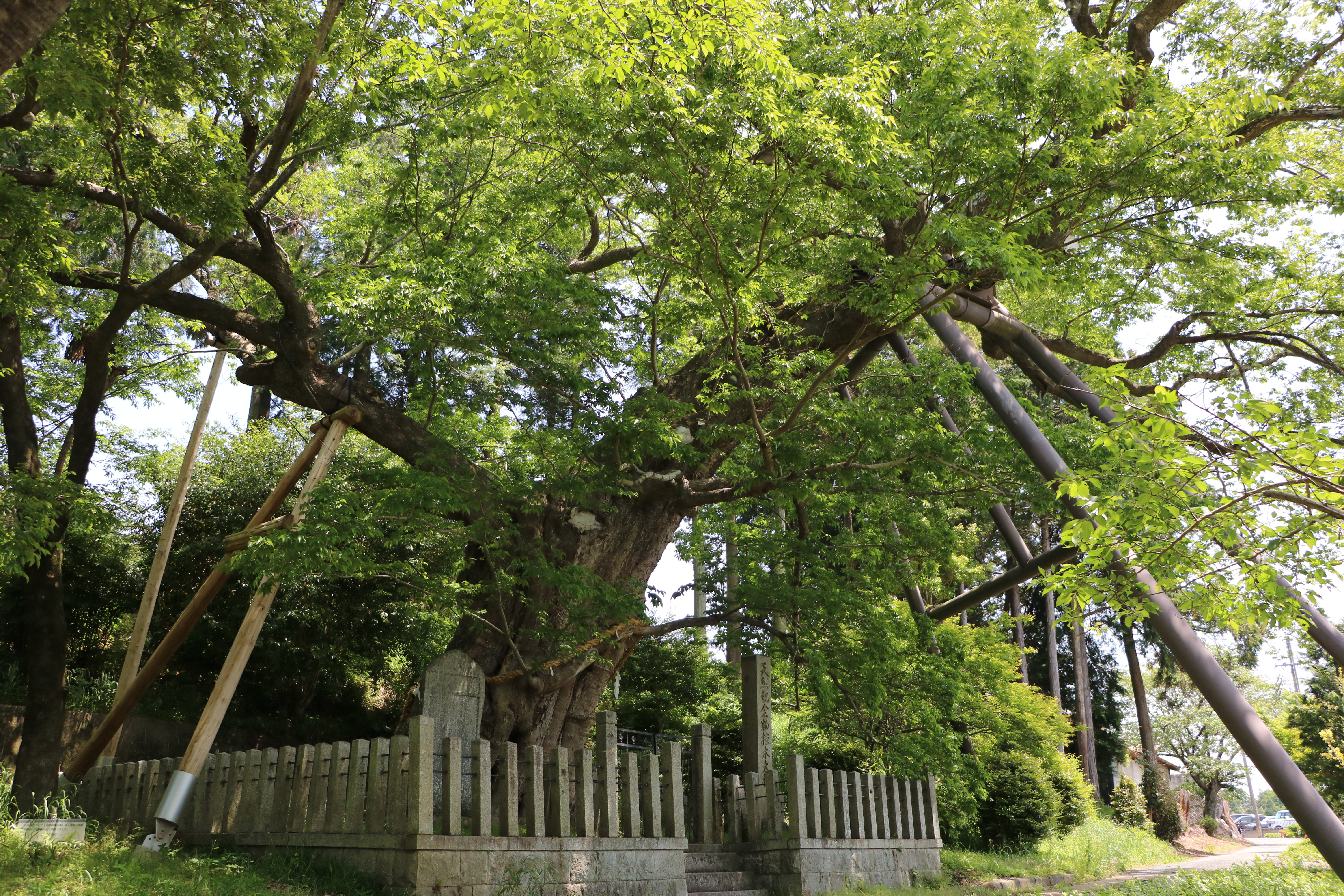
椋本の大ムク。2023年5月10日撮影。

椋本の大ムク（むくもとのおおムク）は、三重県津市椋本にある国の天然記念物に指定されたムクノキの巨樹である。
ムクノキ（椋木、学名：Aphananthe aspera）はアサ科ムクノキ属の落葉高木で、日本・朝鮮半島・台湾、および山東半島以南の中国の温帯から亜熱帯に分布しており、日本国内では関東地方以西に分布している。ムクノキは比較的成長が速く、大木になる傾向を持つ樹種であるが、その中でも椋本の大ムクは日本国内最大級のムクノキであり、1934年（昭和9年）1月22日に国の天然記念物に指定された。
椋本の大ムクは三重県を代表する巨樹のひとつであり、1990年（平成2年）に読売新聞社が選定した『新・日本名木百選』と、1997年（平成9年）に三重県が選定した『みえの樹木百選』のひとつにも選ばれている。また、環境省が2000年（平成12年）に実施した巨樹・巨木林フォローアップ調査によれば、ムクノキとしては日本第2位の幹囲を持つ巨樹である。当地の地名「椋本」も、このムクノキ（椋木）に由来しているといわれる。

## 解説
椋本の大ムクは三重県津市北西部の椋本（むくもと）地区に生育するムクノキの巨樹老木である。この場所は2006年（平成18年）に津市と合併するまでは安芸郡芸濃町だったところで、椋本地区は芸濃町役場（現・津市芸濃庁舎）が所在する同町の中心部でもあり、かつての伊勢参宮街道の支道である伊勢別街道の面影を伝える椋本宿の古い町並みが残されている。国の天然記念物に指定されている椋本の大ムクは、安濃川左岸の河岸段丘面上に位置する椋本宿の旧街道筋から300メートルほど南側の、標高約60メートル付近の段丘崖斜面の中ほどに生育している。この場所は元々、山神社と呼ばれる小さな社の一画であったが、明治の末期に近隣の神社と合祀され、それ以降は椋本村村社椋本神社の社有地となり今日に至っている。
樹高や枝張りの大きさは資料により異なるが、三重県教育委員会の文化財データベースによれば、樹高25メートル、枝張りは、東へ1.6メートル、西へ10メートル、南へ17メートル、北へ5メートルである。なお、この数値は1933年（昭和8年）5月28日に、三重県天然記念物調査委員の服部哲太郎が行った測定値とほぼ同一である。傾斜地にあるため根元の北側は南側よりも約80センチメートルほど高く、その位置で測った根回りは約8.6メートル、そこから1.5メートル上方の幹囲は約7.3メートルである。主幹は斜め東南側へ向かって高く伸びており、梢の上方で多数の枝が分かれ広がっているが、主幹基部の北側面は地上約4メートルの高さまで欠損しており空洞となっている。これは1870年（明治3年）9月18日に当地を襲った台風の暴風により損傷したもので、北側に伸びていた2本の大枝が折れ、そこから腐朽が進み、大ムクの樹木全体の北側半分ほどが失われてしまったという。
当時の椋本神社の駒田巽神官により、この時に折れてしまった大枝から獅子頭が彫られ、1874年（明治7年）に椋本神社へ奉納されている。このように大きく欠損してしまったものの、椋本の大ムクは日本国内有数のムクノキであることに変わりは無く、1933年（昭和8年）には当地の椋本小学校校長の戸木田庄太郎、椋本神社の社掌（今日で言う神職）駒田朋次郎の2名と、椋本青年団の発起による「椋本大椋保存会」が組織され、ムクノキの周囲に玉垣や石碑などが整備され、翌1934年（昭和9年）1月22日に文部省告示第16号により、国の天然記念物に指定された。
椋本地区の歴史が記された『椋本伝来記』によれば、坂上田村麻呂に仕えた野添大膳という人物が流浪の身となり、息子の齋宮ら2人を伴い伊勢国を放浪していたが、やがてこの大椋の樹木の元へ辿り着くと、椋木の雄々しい姿に感じ入り、この地を安住の地と決め、椋の樹下に草庵を造り暮らし始めた。当初わずか7戸ほどであったこの小さな里は人々が集まり始め、やがて野添村と呼ばれる60戸ほどの村になったという。また、椋本地区の旧家である古市家所蔵の稿本に、宝暦元年（1751年）に書かれた『椋本根元記』という、椋本村の創始以来の様々な伝聞が記された古書が残されており、この中には大椋（大ムク）に関連する記述も随所にあって、村名の由来もこの椋木（ムクノキ）にあることが記されている。それによれば、先述の野添大膳に因んだ椋の木の伝承と、先祖の姓である小椋を以って「椋本村」と改称す。と記されている。
椋本の大ムクの所有者は生育地から西北西に500メートルほど離れた椋本地区氏神の椋本神社であり、古くより椋本地区のシンボルとして地域の人々から手厚く保護され、1992年（平成4年）には周辺が整備されたが、相当な老樹であることに加え、台風による倒伏など不測の事態を懸念した椋本神社の宮司により、国立研究開発法人森林研究・整備機構へ後継樹の育成が依頼され、椋本の大ムクから接ぎ木により増殖した同じ遺伝子を持つ3本の苗木が、2021年（令和4年）1月13日に後継樹として椋本神社の境内に植栽された。

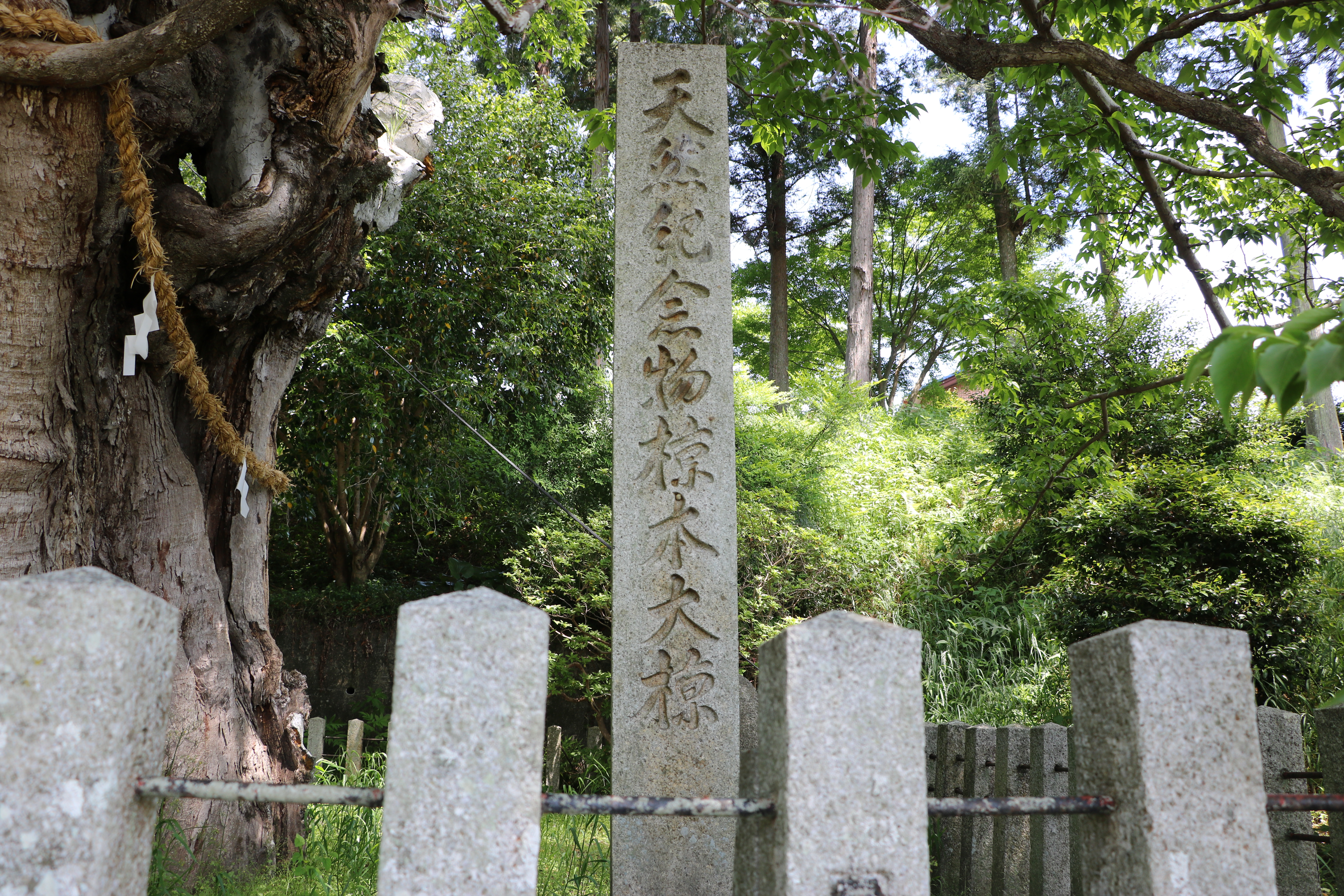
天然記念物指定石碑。
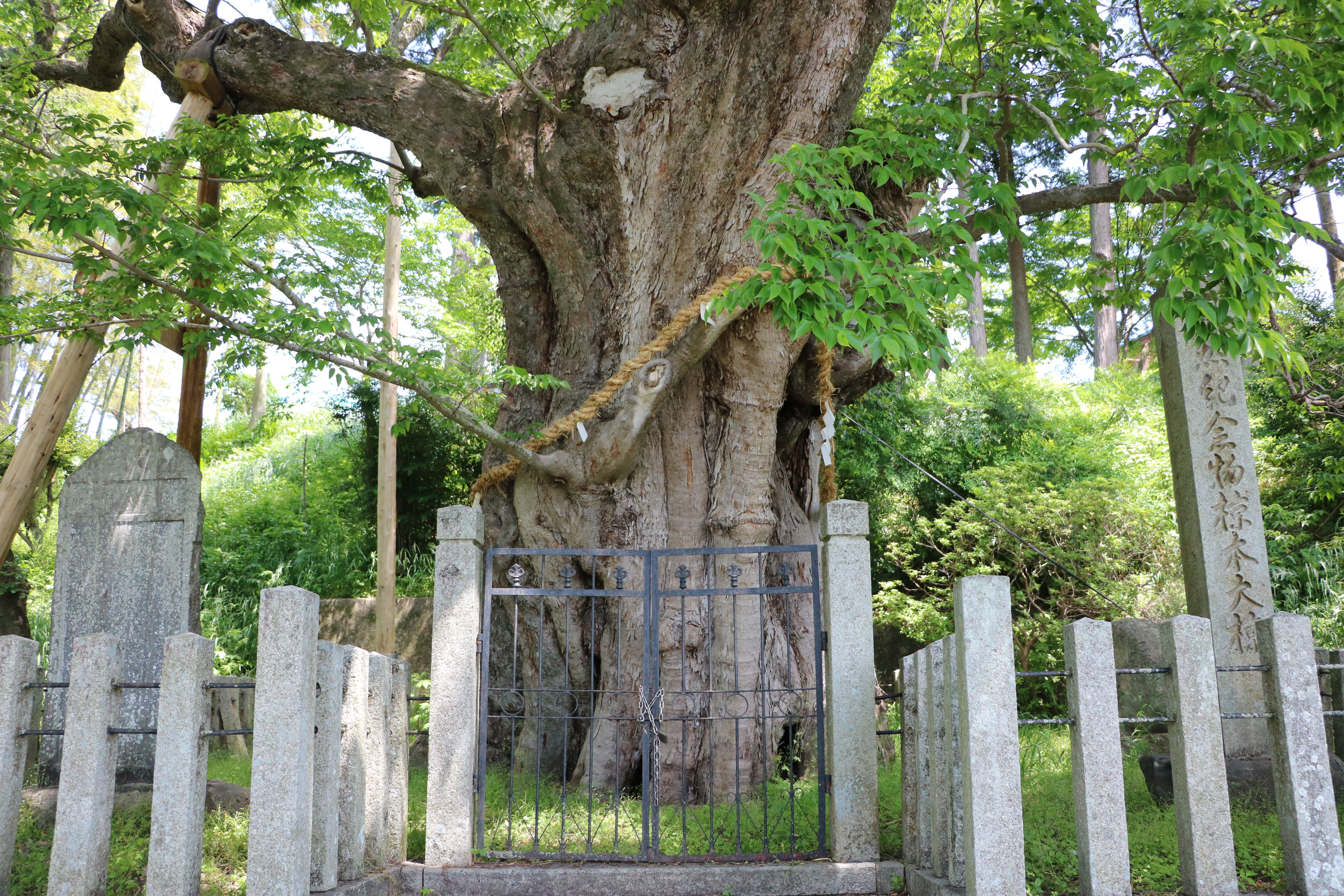
玉垣で囲まれている。
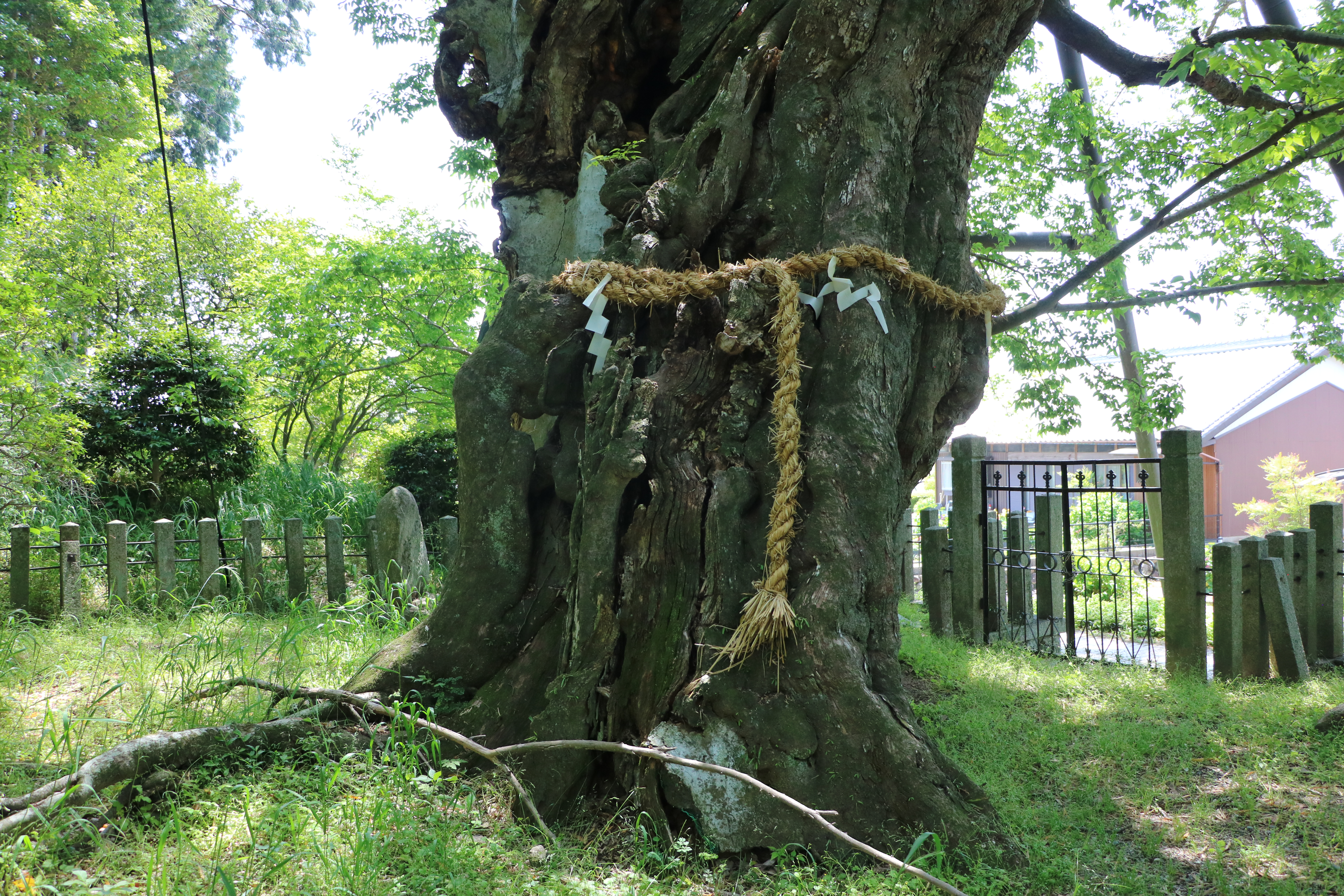
北西側より見た主幹。北側に面した下部は欠損している。
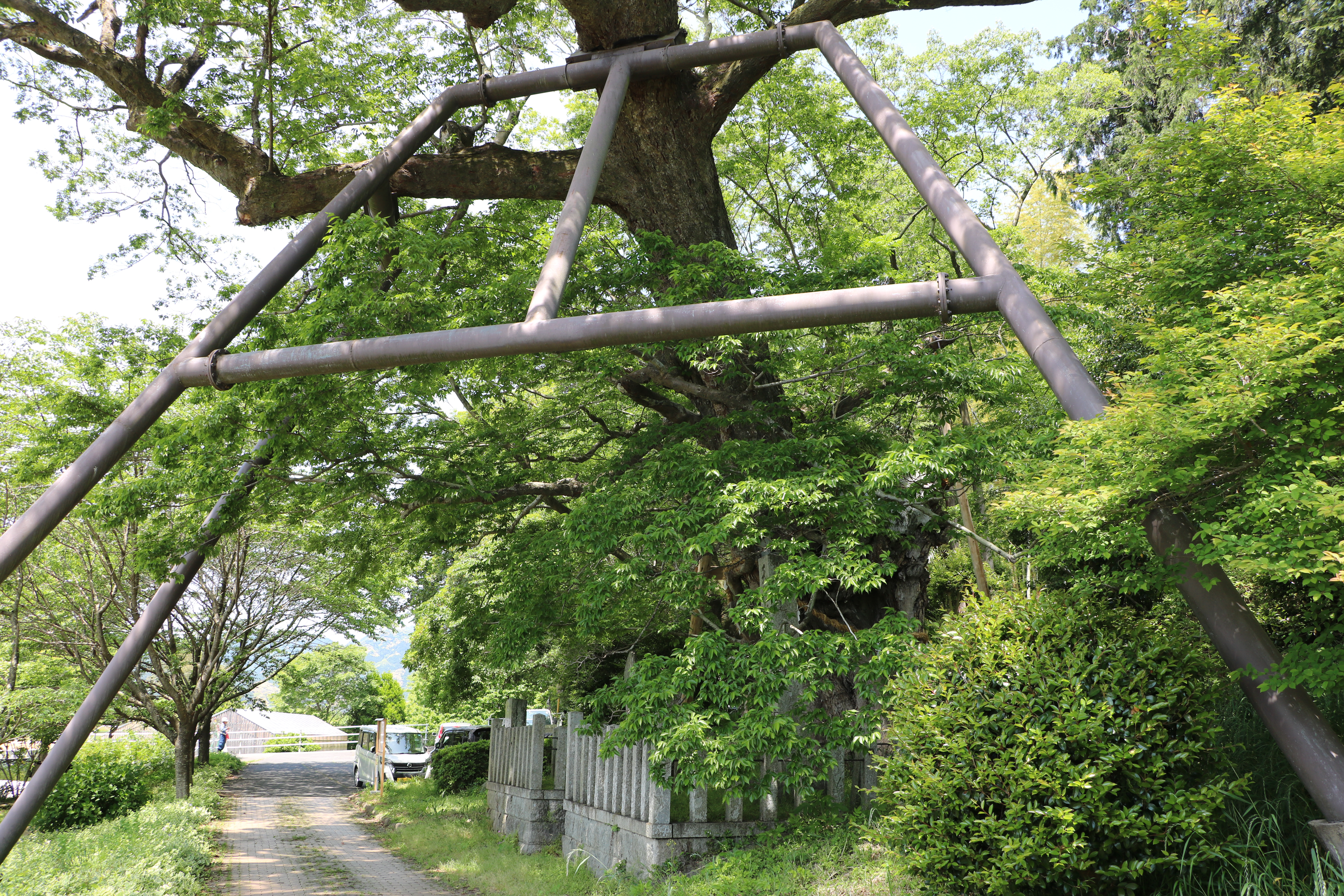
鉄柱で支えられ保護されている。

## 交通アクセス
所在地
- 三重県津市芸濃町椋本692番地[17]。

交通
- JR紀勢本線下庄駅から車で約25分[11]。
- 伊勢自動車道芸濃インターチェンジから車で約15分[11]。